# Aphirape
Aphirape é um gênero de aranhas saltadoras encontrado na América do Sul.

## Espécies
- Aphirape ancilla (C. L. Koch, 1846) (Brasil)
- Aphirape boliviensis Galiano, 1981 (Bolivia, Argentina)
- Aphirape flexa Galiano, 1981 (Argentina, Uruguai)
- Aphirape gamas Galiano, 1996 (Brasil, Argentina)
- Aphirape misionensis Galiano, 1981 (Argentina, Brasil)
- Aphirape riojana (Mello-Leitão, 1941) (Argentina)
- Aphirape riparia Galiano, 1981 (Argentina)
- Aphirape uncifera (Tullgren, 1905) (Argentina)